# Klovnen (film fra 1926)
 For alternative betydninger, se Klovnen. (Se også artikler, som begynder med Klovnen)
Klovnen er en dansk stumfilm fra 1926, der er instrueret af A.W. Sandberg efter manuskript af ham selv og Poul Knudsen.

## Handling
Filmen handler om cirkusklovnen Joe og danserinden Daisy, der gennem Joes succes finder rigdom i byernes by Paris. Det velkendte tema om at rigdom og lykke ikke altid følges ad, paralleliserer her arbejderklassens flytning fra land til by i disse tidlige år af sidste århundrede.

## Medvirkende
- Gösta Ekman, Joe Higgins, klovnen
- Maurice de Féraudy, Cirkusdirektør James Bunding
- Kate Fabian, Graciella, Bundings kone
- Karina Bell, Daisy, Bundings datter
- Robert Schmidt, Marcel Philippe
- Erik Bertner, Pierre Beaumont
- Edmunde Guy, Lilian Delorme, forførerisk pariserinde
- Peter Nielsen
- Ernest van Düren
- Henry Seemann
- Philip Bech
- Holger Pedersen
- Sigurd Langberg, Klovn
- Karen Caspersen
- Mathilde Nielsen
- Jacoba Jessen